# Tito García
Pablo García Gonzàlez, noto anche come Tito García (Salamanca, 17 agosto 1931 – Madrid, 6 maggio 2003), è stato un attore spagnolo.

## Filmografia parziale
- Il figlio rapito, regia di Antonio del Amo (1961)
- Las gemelas, regia di Antonio del Amo (1963)
- Duello nel Texas, regia di Riccardo Blasco e Mario Caiano (1963)
- L'uomo della valle maledetta, regia di Siro Marcellini (1964)
- Le pistole non discutono, regia di Mario Caiano (1964)
- Attento gringo... ora si spara, regia di Armando de Ossorio (1964)
- Risuonarono quattro colpi, regia di Augustin Navarro (1964)
- Relevo para un pistolero, regia di Ramón Torrado (1964)
- Se sparo... ti uccido, regia di Ramón Torrado (1965)
- Per un pugno nell'occhio, regia di Michele Lupo (1965)
- La grande notte di Ringo, regia di Mario Maffei (1966)
- L'armata Brancaleone, regia di Mario Monicelli (1966)
- 7 magnifiche pistole, regia di Romolo Guerrieri
- Rififí ad Amsterdam, regia di Sergio Grieco (1966)
- Gringo, getta il fucile!, regia di Joaquín Luis Romero Marchent (1966)
- The Bounty Killer, regia di Eugenio Martín (1967)
- 7 donne per i MacGregor, regia di Franco Giraldi (1967)
- Dio perdona... io no!, regia di Giuseppe Colizzi (1967)
- Un treno per Durango, regia di Mario Caiano (1968)
- Tutto per tutto, regia di Umberto Lenzi (1968)
- I tre che sconvolsero il West (Vado, vedo e sparo), regia di Enzo G. Castellari (1968)
- Ad uno ad uno... spietatamente, regia di Rafael Romero Marchent (1968)
- Il mercenario, regia di Sergio Corbucci (1968)
- Cinque figli di cane, regia di Alfio Caltabiano (1969)
- Garringo, regia di Rafael Romero Marchent (1969)
- La collina degli stivali, regia di Giuseppe Colizzi (1969)
- Arriva Sabata!..., regia di Tulio Demicheli (1970)
- Blindman, regia di Ferdinando Baldi (1971)
- Viva la muerte... tua!, regia di Duccio Tessari (1971)
- Catlow, regia di Sam Wanamaker (1971)
- Il mio nome è Shangai Joe, regia di Mario Caiano (1973)
- Arrivano Joe e Margherito, regia di Giuseppe Colizzi (1974)
- Il bianco, il giallo, il nero, regia di Sergio Corbucci (1975)
- La moglie in bianco... l'amante al pepe, regia di Michele Massimo Tarantini (1981)
- Le notti segrete di Lucrezia Borgia, regia di Roberto Bianchi Montero (1982)